# 복합소재기술연구소
복합소재기술연구소(複合素材技術硏究所)는 복합재료 관련 원천기술을 개발·보급하기 위하여 설립된 대한민국 미래창조과학부 산하 기초기술연구회 한국과학기술연구원 분원이다. 전북특별자치도 완주군 봉동읍 추동로 92에 위치하고 있다.

## 연혁
- 2007년 8월 전라북도청이 한국과학기술연구원 분원 설립 요청
- 2007년 11월 사전타당성 조사 (한국과학기술기획평가원)
- 2007년 12월 기초기술연구회 이사회 승인
- 2008년 1월 전북분원 설치
- 2008년 2월 초대 분원장 김준경 박사 취임
- 2008년 5월 임시연구동 확보 (전북산업과학연구단지 내)
- 2008년 6월 부지 제공에 관한 협약 체결 (한국과학기술연구원, 전라북도청, 완주군청)
- 2010년 5월 제2대 분원장 정원용 박사 취임
- 2011년 6월 기공식 및 건설공사 착공
- 2011년 10월 제3대 분원장 홍경태 박사 취임
- 2012년 8월 건설완공 및 입주
- 2012년 11월 준공식
- 2013년 5월 그래핀 소재·부품 기술 개발사업 총괄기관 선정('13~'18)
- 2014년 3월 제4대 분원장 김준경 박사 취임
- 2015년 10월 붕비당(공정장비동) 완공

## 조직

### 한국과학기술연구원 전북분원 복합소재기술연구소장[3]
- 양자응용복합소재연구센터
- 탄소융합소재연구센터
- 다기능구조용복합소재연구센터

#### 연구지원부
- 행정팀